# Badminton nos Jogos Pan-Americanos de 2015
As competições de badminton nos Jogos Pan-Americanos de 2015 foram disputadas em Markham entre 11 e 16 de julho no Centro Atos Pan e Parapan-Americano de Markham. Cinco eventos concederam medalhas: simples masculino e feminino, duplas masculinas e femininas e duplas mistas.

## Calendário
| Julho     | 7 | 8 | 9 | 10 | 11 | 12 | 13 | 14 | 15 | 16 | 17 | 18 | 19 | 20 | 21 | 22 | 23 | 24 | 25 | 26 |
| --------- | - | - | - | -- | -- | -- | -- | -- | -- | -- | -- | -- | -- | -- | -- | -- | -- | -- | -- | -- |
| Badminton |   |   |   |    |    |    |    |    | 2  | 3  |    |    |    |    |    |    |    |    |    |    |

|  | Dia de competição |  | Dia de final |

## Medalhistas
Masculino
| Evento              | Ouro                                                | Prata                                 | Bronze                                                                                   |
| ------------------- | --------------------------------------------------- | ------------------------------------- | ---------------------------------------------------------------------------------------- |
| Individual detalhes | Kevin Cordón GUA Guatemala                          | Andrew D’Souza CAN Canadá             | Howard Shu USA Estados Unidos Osleni Guerrero CUB Cuba                                   |
| Duplas detalhes     | Phillip Chew Sattawat Pongnairat USA Estados Unidos | Hugo Arthuso Daniel Paiola BRA Brasil | Willian Cabrera Nelson Osuna DOM República Dominicana Job Castillo Lino Muñoz MEX México |

Feminino
| Evento              | Ouro                                          | Prata                                     | Bronze                                                                     |
| ------------------- | --------------------------------------------- | ----------------------------------------- | -------------------------------------------------------------------------- |
| Individual detalhes | Michelle Li CAN Canadá                        | Rachel Honderich CAN Canadá               | Iris Wang USA Estados Unidos Jamie Subandhi USA Estados Unidos             |
| Duplas detalhes     | Eva Lee Paula Lynn Obanana USA Estados Unidos | Lohaynny Vicente Luana Vicente BRA Brasil | Rachel Honderich Michelle Li CAN Canadá Alex Bruce Phyllis Chan CAN Canadá |

Misto
| Evento          | Ouro                                           | Prata                         | Bronze                                                                      |
| --------------- | ---------------------------------------------- | ----------------------------- | --------------------------------------------------------------------------- |
| Duplas detalhes | Phillip Chew Jamie Subandhi USA Estados Unidos | Toby Ng Alex Bruce CAN Canadá | Mario Cuba Katherine Winder PER Peru Alex Tjong Lohaynny Vicente BRA Brasil |

## Quadro de medalhas
| Ordem | País                     | Medalha de ouro | Medalha de prata | Medalha de bronze |    |
| ----- | ------------------------ | --------------- | ---------------- | ----------------- | -- |
| 1     | USA Estados Unidos       | 3               |                  | 3                 | 6  |
| 2     | CAN Canadá               | 1               | 3                | 2                 | 6  |
| 3     | GUA Guatemala            | 1               |                  |                   | 1  |
| 4     | BRA Brasil               |                 | 2                | 1                 | 3  |
| 5     | CUB Cuba                 |                 |                  | 1                 | 1  |
|       | DOM República Dominicana |                 |                  | 1                 | 1  |
|       | MEX México               |                 |                  | 1                 | 1  |
|       | PER Peru                 |                 |                  | 1                 | 1  |
| TOTAL | TOTAL                    | 5               | 5                | 10                | 20 |